# Nico Mattan
Nico Mattan (Izegem, 17 luglio 1971) è un ex ciclista su strada belga.
Professionista dal 1994 al 2007, vinse la Gand-Wevelgem 2005.

## Carriera
Passato professionista nel 1994 con la Lotto, nel 2001 passò alla Cofidis con l'amico Frank Vandenbroucke, con cui aveva passato le ultime due stagioni alla Mapei. Fu con la squadra francese che realizzò la sua migliore stagione, nel 2001: si impose alla Trois jours de La Panne e nel Grand Prix de Ouest-France e al termine della stagione fu il primo belga nella classifica UCI.
La sua vittoria alla Gand-Wevelgem nel 2005 fu la sua principale vittoria in carriera. Tuttavia il suo successo viene favorito dal fatto che nell'ultimo km ha usufruito delle scie di moto e macchine, cosa che gli ha permesso di superare il fuggitivo Juan Antonio Flecha.
Disputò la sua ultima corsa da professionista il 7 ottobre 2007 in occasione del Circuit Franco-Belge nella terza tappa con arrivo a Poperinge.

## Palmarès
- 1996

1ª tappa Tour de la Région Wallonne (Obourg > Estaimpuis)
- 2001

Grand Prix de Ouest-France
Giro del Piemonte
3ª tappa Trois jours de La Panne (De Panne, cronometro)
Classifica generale Trois jours de La Panne
Prologo Paris-Nice (Nevers, cronometro)
- 2003

Prologo Paris-Nice (Issy-les-Moulineaux, cronometro)
- 2004

Noord Nederland Tour (ex aequo con altri 21 corridori)
- 2005

Gand-Wevelgem

### Altri successi
- 2000

Cronosquadre Étoile de Bessèges

## Piazzamenti

### Grandi Giri
- Tour de France

1996: 123º
2000: 22º
2001: 98º
2002: 123º
- Vuelta a España

1998: 67º

### Competizioni mondiali
- Campionati del mondo

Catania 1994 - Cronometro: 18º
Duitama 1995 - Cronometro: 47º
Duitama 1995 - In linea: ritirato
San Sebastián 1997 - In linea: 67º
Valkenburg 1998 - In linea: 52º
Verona 1999 - In linea: ritirato
Plouay 2000 - In linea: 20º
Lisbona 2001 - Cronometro: 17º
Lisbona 2001 - In linea: 46º
- Giochi olimpici

Sydney 2000 - In linea: 33º